# Skoczewo

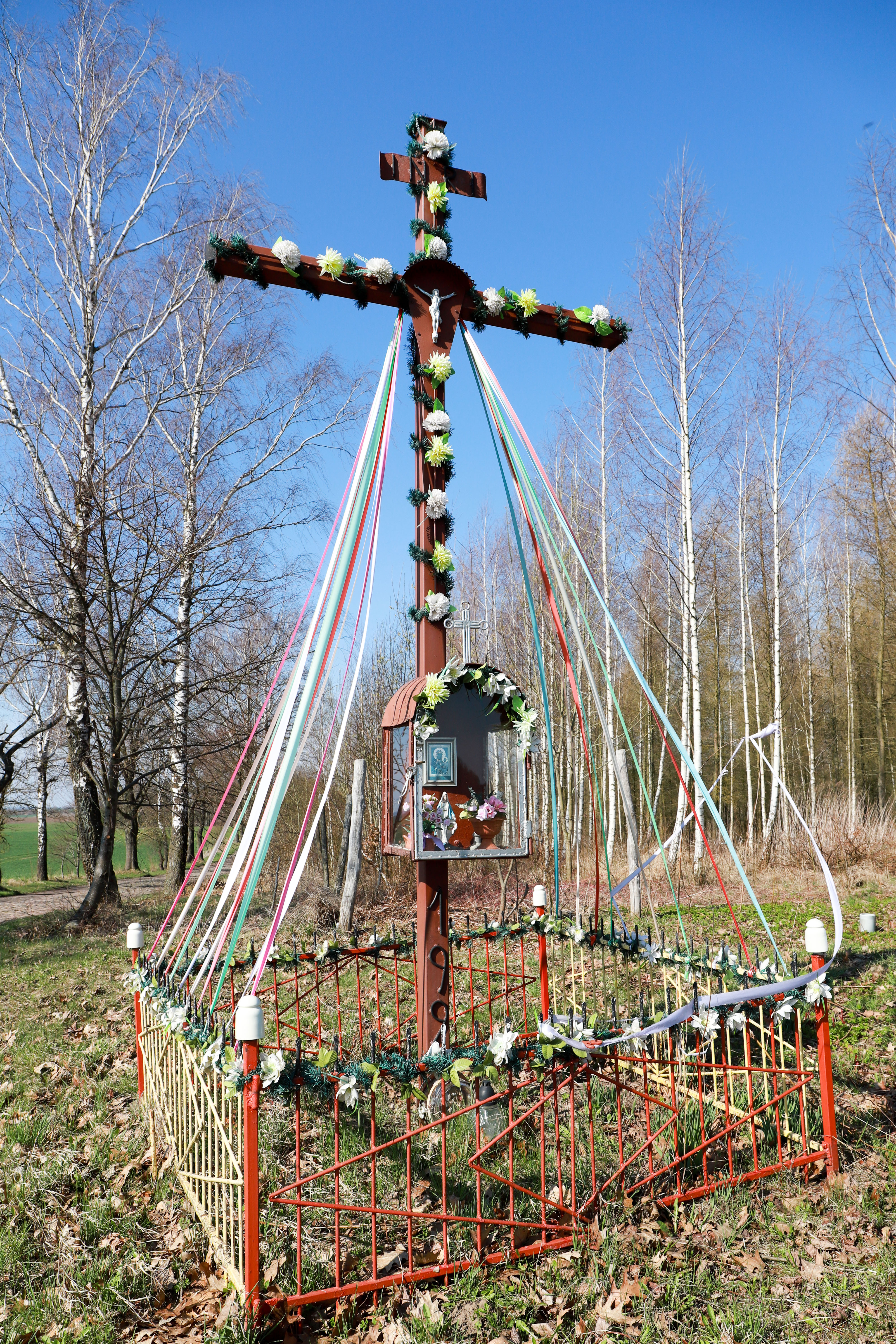
Wegkreuz in Skoczewo

Skoczewo (deutsch Hermannshof) ist ein Ort in der polnischen Woiwodschaft Ermland-Masuren und gehört zur Landgemeinde Barciany (Barten) im Powiat Kętrzyński (Kreis Rastenburg).

## Geographische Lage und Verkehrsanbindung
Skoczewo liegt 13 Kilometer nördlich von Kętrzyn (Rastenburg) an der Woiwodschaftsstraße 591 (hier Teilstück der ehemaligen deutschen Reichsstraße 141), die von der russisch-polnischen Staatsgrenze über Barciany und Kętrzyn bis nach Mrągowo (Sensburg) verläuft. Eine Bahnanbindung besteht nicht mehr, seit die vor 1945 bestehende Bahnlinie Rastenburg–Barten mit der Bahnstation Silzkeim (polnisch: Gumniska) der Rastenburger Kleinbahnen außer Betrieb genommen wurde.

## Geschichte
Das ehemalige Vorwerk Hermannshof trug bis zum 27. April 1865 den Namen Abbau Heilmeyer und gehörte vor 1945 zum Landkreis Rastenburg im Regierungsbezirk Königsberg der preußischen Provinz Ostpreußen. Infolge des Zweiten Weltkrieges kam Hermannshof mit dem südlichen Ostpreußen zu Polen und erhielt die polnische Bezeichnung „Skoczewo“. Heute ist der Ort, der bis 1973 mit Markławka (Marklack) ein eigenes Schulzenamt bildete, in das Schulzenamt Barciany der Landgemeinde Barciany (Barten) im Powiat Kętrzyński der Woiwodschaft Ermland-Masuren eingegliedert.

## Kirche
Kirchlich gehörte die vor 1945 überwiegend evangelische Einwohnerschaft Hermannshofs zum Kirchspiel Wenden (polnisch: Winda) im Kirchenkreis Rastenburg innerhalb der Kirchenprovinz Ostpreußen der Kirche der Altpreußischen Union. Heute ist die Bevölkerung Skoczewo fast ausnahmslos katholisch und in die Pfarrei Barciany im Dekanat Kętrzyn II–Północny-wschód (Dekanat Rastenburg II, Nordost) im Erzbistum Ermland der Katholischen Kirche in Polen eingegliedert. Hier lebende evangelische Kirchenglieder gehören zu ihrer Kirchengemeinde ebenfalls in Barciany, die eine Filialgemeinde der Pfarrei Kętrzyn in der Diözese Masuren der Evangelisch-Augsburgischen Kirche in Polen ist.